# Nils Blommér
Nils Blommér, egentlig  Nils Johan Olsson (født 12. juni 1816 i Blommeröd, Skåne, død 1. februar 1853 i Rom, Italien) var en svensk maler, bosat i Paris og Rom.
Blommér var barn af skolelæreren Anders Olsson og Elsa Jakobsdotter. Han blev som ung sat i lære som lærling hos maleren Magnus Körner i Lund og begyndte 1839 på det svenske Konstakademien. Han vandt flere gange kunstakademiets pris. 1847 fik han et generøst stipendium og rejste til Paris, hvor han studerede hos den akademiske maler Léon Cogniet.
Blommér var naturmystiker og meget påvirket af tidens strømninger. Nyromantikerne Geijer, Atterbom og Stagnelius såvel som vurmen omkring folkevisen havde en stor indflydelse på Blommérs malerier fra hans parisiske tid. Fra Paris sendte han flere malerier hjem, som behandlede elvertemaet, eksempelvis Älvdansen (1850), der er påvirket af den østrigske maler Moritz von Schwinds motiv fra folketroen. Blommér var overbevist om, at naturen havde en indre sjæl, som symboliseredes af disse væsener og mytiske sagnfigurer.
I årene 1850–1853 fortsatte han sine kunststudier i Italien, hvor han opholdt sig i henholdsvis Venedig, Neapel og Rom.
I november 1852 giftede han sig med sin elev fra Stockholmstiden, den finske malerinde Edla Gustava Jansson. En uge efter vielsen døde Blommér af en lungebetændelse.

## Galleri
- Eugenia af Sverige (1846), Nationalmuseum, Stockholm
- Heimdal öfverlemnar till Freja smycket Bryfing (1845)
- Brage och Iduna, (1846)
- Ängsälvor (1850)
- Näcken och Ägirs döttrar (1850)
- Freja sökande sin make (1852)